# Habitatge al carrer Montjuïc, 38 (Sant Joan Despí)
L'Habitatge al carrer Montjuïc, 38 és una obra modernista de Sant Joan Despí (Baix Llobregat) inclosa a l'Inventari del Patrimoni Arquitectònic de Catalunya.

## Descripció
Casa entre mitgeres de planta baixa i pis. La planta baixa té la porta i dues finestres. La superior té un balcó i tres finestres. La façana destaca pel treball de trencadís. L'acabament està rematat per una sanefa de trencadís que busca el màxim naturalisme, amb llàgrimes també de trencadís i un marc al mig on hi ha les inicials dels propietaris (M.R.) i la data (1916) al damunt.

## Història
El promotor va ser Antoni Ramonet i Rius, domiciliat al carrer Viladomat núm. 125, 1r 1a de Barcelona en el moment en què sol·licità la llicència municipal d'obres (24/5/1916).